# Sext Juli Pòstum
Sext Juli Pòstum (llatí: Sextus Julius Postumus) fou amant de Mutília Prisca, una de les millors amigues de l'emperadriu Lívia Drusil·la (mare de l'emperador Tiberi i vídua d'August) i, a través d'ella, Pòstum hi tenia una gran influència.
Sejà el va utilitzar per injuriar a Agripina, la viuda de Germànic Cèsar.